# Tir amb arc als Jocs Olímpics d'estiu de 1992
El Tir amb arc va ser esport olímpic als Jocs Olímpics d'Estiu de 1992, celebrats a la ciutat de Barcelona (Catalunya) per desè cop, sisè consecutiu des de la seva reintroducció en els Jocs de Múnic 1972. La competició es va desenvolupar entre el 31 de juliol i el 4 d'agost de 1992 al Camp Olímpic de Tir amb Arc, situat a l'àrea olímpica de la Vall d'Hebron.
Hi participaren un total de 136 arquers, 75 homes i 61 dones, de 44 comitès nacionals diferents.

## Resultats
La competició femenina fou controlada, com era d'esperar, per Corea del Sud, continuant amb la dinàmica vencedora que començà a Seül i es prolongà en les edicions següents. Tan sols la medalla de plata de la favorita Kim Soo-Nyung es podria considerar una petita sorpresa.
Tot el contrari va passar en la masculina. En especial en equips, on tan sols la Finlàndia de Tomi Poikolainen va complir i es penjà la plata. Tots els altres favorits (Corea del Sud, l'Equip Unificat i els Estats Units) caigueren als quarts de final, pel que es presentaren unes semifinals inèdites. L'equip espanyol, trentens al Mundial de l'any anterior a Cracòvia, va proclamar-se campió.

## Resum de medalles

### Categoria masculina
| Competició                 | Or                                                             | Plata                                                        | Bronze                                                           |
| Individual masculí Detalls | Sébastien Flute (FRA)                                          | Chung Jae-Hun (KOR)                                          | Simon Terry (GBR)                                                |
| Per equips Detalls         | Espanya (ESP)Juan Holgado · Alfonso Menéndez · Antonio Vázquez | Finlàndia (FIN)Ismo Falck · Jari Lipponen · Tomi Poikolainen | Regne Unit (GBR)Steven Hallard · Richard Priestman · Simon Terry |

### Categoria femenina
| Competició                | Or                                                                | Plata                                                       | Bronze                                                                          |
| Individual femení Detalls | Cho Youn-Jeong (KOR)                                              | Kim Soo-Nyung (KOR)                                         | Natalia Valeeva (EUN)                                                           |
| Per equips Detalls        | Corea del Sud (KOR)Cho Youn-Jeong · Kim Soo-Nyung · Lee Eun-Kyung | R.P. de la Xina (CHN)Ma Xiangjun · Wang Hong · Wang Xiaozhu | Equip Unificat (EUN)Lioudmila Arjannikova Khatouna Kurivichvili Natalia Valeeva |

## Medaller
| Pos. | Comitè Olímpic        | Or | Plata | Bronze | Total |
| 1    | Corea del Sud (KOR)   | 2  | 2     | 0      | 4     |
| 2    | Espanya (ESP)         | 1  | 0     | 0      | 1     |
| 2    | França (FRA)          | 1  | 0     | 0      | 1     |
| 4    | R.P. de la Xina (CHN) | 0  | 1     | 0      | 1     |
| 4    | Finlàndia (FIN)       | 0  | 1     | 0      | 1     |
| 6    | Equip Unificat (EUN)  | 0  | 0     | 2      | 2     |
| 6    | Regne Unit (GBR)      | 0  | 0     | 2      | 2     |